# Don't Leave Me (canción)
«Don't Leave Me» es una canción grabada por el grupo surcoreano BTS para su tercer álbum de estudio en japonés Face Yourself. Fue publicada el 4 de abril de 2018 por Big Hit. Además de ser el sencillo principal del álbum, también es parte de la banda sonora de la serie japonesa Signal.

## Composición
El sencillo ha sido descrito como "un himno pop  de una gran calidad   forward-thinking, genre-bending pop anthem of the highest quality", con muestras de electrónica y rap en toda la canción. Fue producido por UTA y escrito por "hitman" bang, Hiro, Pdogg, SUNNY BOY, & UTA.
La canción está en la clave de A♭ menor y tiene 147 beats por minuto, además de una duración de 3:47 minutos.

## Recepción
Debutó en el puesto 1 de la lista Billboard World Digital Songs, por lo que se convirtió en la séptima canción del grupo en conseguirlo, y cimentó aún más su lugar como el artista coreano con mayor número de sencillos en la primera posición de la lista.

## Posicionamiento en listas
| Lista (2018)                              | Mejor posición |
| ----------------------------------------- | -------------- |
| Corea del Sur (Gaon Digital Chart)        | 20             |
| Estados Unidos (World Digital Song Sales) | 1              |
| Finlandia (Billboard Digital Song Sales)  | 4              |
| Francia (SNEP)                            | 91             |
| Japón (Japan Hot 100)                     | 21             |
| Japón (Oricon)                            | 18             |

| Japón (Japan Hot 100) | 96 |

## Certificaciones y ventas
| Japón (RIAJ) | Plata | 30 000 000 |